# Axel Javier Fernández
Axel Javier Fernández Berón (Carmelo, 3 settembre 1994) è un calciatore uruguaiano, attaccante del Rocha.

## Caratteristiche tecniche
È una mediano.

## Carriera
Cresciuto nel settore giovanile del Plaza Colonia, ha esordito in prima squadra il 19 aprile 2014 disputando l'incontro di Primera División Profesional pareggiato 1-1 contro il Rocha.